# 陳健 (嘉靖進士)
陳健，字時乾，號滄江，福建泉州府同安縣浯洲人，明朝官員。

## 生平
浯陽陳氏第十九世。正德十四年（1519年）舉人，嘉靖五年（1526年）進士，授刑部主事，歷四川司郎中。嘉靖十四年（1535年）外放江西南安府知府，為政寬儉清廉，頗受人民愛戴。曾為梅國書院作記，并主修《南安府志》。後曾官廉州府、南寧府知府。致仕歸田後，致力宗族事務，重建本房祠堂，并續修浯陽陳氏宗譜。

## 墓葬
陳健墓在同安長興里後蕭。在金門亦有其墓，疑為衣冠塚，位於金沙鎮東珩村郊外土坡上。